# Heidi Mather
Heidi Mather (* 14. Juli 1978 in Kurri Kurri) ist eine ehemalige australische Squashspielerin.

## Karriere
Heidi Mather spielte von 2001 bis 2005 auf der WSA World Tour und erreichte in dieser Zeit drei Finals. Ihre höchste Platzierung in der Weltrangliste erreichte sie mit Rang 30 im Oktober 2003. 2002 stand sie das einzige Mal im Hauptfeld der Weltmeisterschaft und unterlag in der ersten Runde Sarah Fitz-Gerald. Sie gehörte 2004 zum australischen Aufgebot bei den Weltmeisterschaften im Doppel und Mixed, wo sie im Doppel mit Amelia Pittock antrat. Die beiden kamen nicht über die Gruppenphase hinaus.